# Pink Martini
Pink Martini este o trupă americană de muzică instrumentală, fondată la Oregon de către Thomas Lauderdale, actualul pianist al trupei. Alături de el, din trupă mai fac parte China Forbes (vocal), Thomas M. Lauderdale (pian), Robert Taylor (trombon), Gavin Bondy (trompetă), Brian Lavern Davis (percuție, baterie, conga), Derek Rieth (percuție), Martín Zarzar (baterie, percuție), Phil Baker, Timothy Nishimoto (vocal, percuție), Nicholas Crosa (vioară), Pansy Chang (violoncel), Dan Faehnle (chitară), Maureen Love (harfă).
Trupa se inspiră în piesele sale din musicalurile romantice de la Hollywood din anii '40 si '50. A colaborat de-a lungul timpului cu Jimmy Scott, Carol Channing, Henri Salvador, Jane Powell, Chavela Vargas, Georges Moustaki, Michael Feinstein. Albumul de debut al trupei, "Sympathique" a avut un succes răsunător și le-a adus artiștilor nominalizarea la "Cântecul anului" și "Cel mai bun debut" la France’s Victoires de la Musique Awards în anul 2000.
Pe lângă acest prim album, alte doua apariții discografice s-au vândut în toată lumea (Franța, Canada, Grecia și Turcia), în două milioane de exemplare.
Au lansat cel de-al patrulea album de studio, Splendoare în iarbă (Splendor in the Grass), în octombrie 2009, albumul conținând 14 piese.